# Comuna Kindratove, Djankoi
Kindratove (în ucraineană Кіндратове) este o comună în raionul Djankoi, Republica Autonomă Crimeea, Ucraina, formată din satele Kindratove (reședința), Rubînivka și Sovietske.

## Demografie
Componența lingvistică a comunei Kindratove
     Rusă (71,48%)
     Tătară crimeeană (19,14%)
     Ucraineană (8,28%)
     Alte limbi (0,21%)
Conform recensământului din 2001, majoritatea populației comunei Kindratove era vorbitoare de rusă (71,48%), existând în minoritate și vorbitori de tătară crimeeană (19,14%) și ucraineană (8,28%).